# Arcidiocesi di Buenos Aires

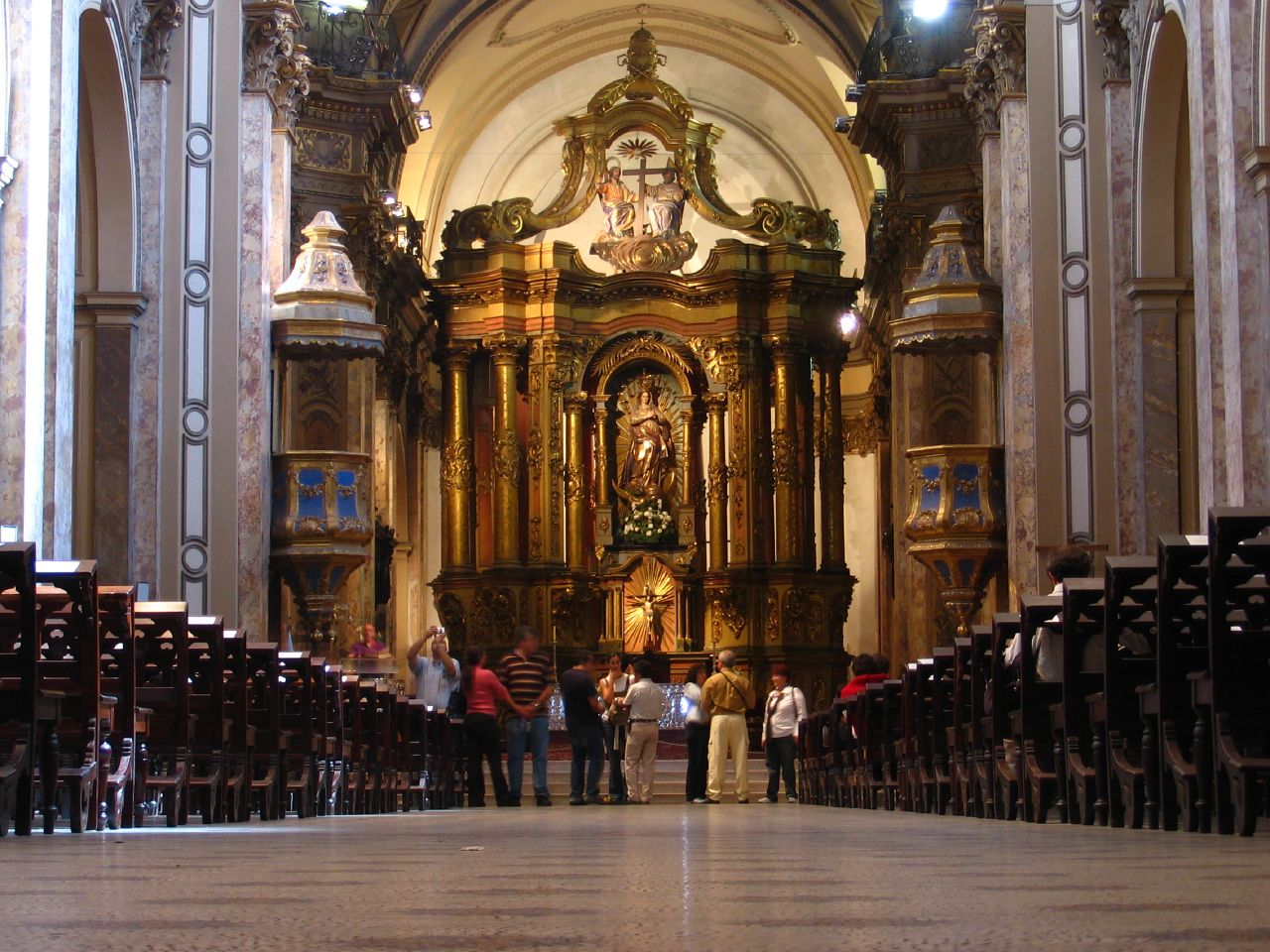
Interno della cattedrale.

L'arcidiocesi di Buenos Aires (in latino Archidioecesis Bonaërensis) è una sede metropolitana della Chiesa cattolica in Argentina. Nel 2023 contava 2.850.000 battezzati su 3.120.612 abitanti. È retta dall'arcivescovo Jorge Ignacio García Cuerva.

## Territorio
L'arcidiocesi comprende l'isola di Martín García e la città di Buenos Aires, dove si trova la cattedrale della Santissima Trinità.
Il territorio si estende su 205 km² ed è suddiviso in 186 parrocchie, raggruppate in 20 decanati e 4 vicariati zonali (Flores, Devoto, Belgrano e Centro).

### Basiliche minori
Nella città di Buenos Aires si trovano 15 basiliche minori:
- basilica di Nostra Signora del Soccorso
- basilica del Santissimo Sacramento
- basilica di San Nicola di Bari
- basilica di Sant'Antonio da Padova
- basilica santuario di Santa Rosa da Lima
- basilica di San Francesco
- basilica di Nostra Signora della Mercede
- basilica di Maria Ausiliatrice e di San Carlo
- basilica dello Spirito Santo
- basilica di San Giuseppe di Flores
- basilica di Nostra Signora del Pilar
- basilica di Nostra Signora di Buenos Aires
- basilica di Nostra Signora della Pietà
- basilica di Nostra Signora del Rosario
- basilica del Sacro Cuore di Gesù

### Provincia ecclesiastica
La provincia ecclesiastica di Buenos Aires, istituita nel 1865, comprende 12 suffraganee, di cui 2 di rito orientale:
- diocesi di Avellaneda-Lanús
- diocesi di Gregorio de Laferrere
- diocesi di Lomas de Zamora
- diocesi di Morón
- diocesi di Quilmes
- diocesi di San Isidro
- diocesi di San Justo
- diocesi di San Martín
- diocesi di San Miguel
- eparchia di San Charbel di Buenos Aires (per i fedeli maroniti)
- eparchia di Santa Maria del Patrocinio in Buenos Aires (per i fedeli ucraini)

## Storia
La diocesi di Buenos Aires fu eretta da papa Paolo V il 6 aprile 1620, ricavandone il territorio dalla diocesi del Paraguay (oggi arcidiocesi di Asunción). Originariamente era suffraganea dell'arcidiocesi di La Plata o Charcas (oggi arcidiocesi di Sucre). Il papa comunicò l'erezione della nuova diocesi al clero della città di Buenos Aires con la lettera Hodie ecclesie pubblicata lo stesso giorno dell'erezione della sede portegna.
Il 14 agosto 1832 e il 13 giugno 1859 cedette porzioni del suo territorio a vantaggio dell'erezione rispettivamente del vicariato apostolico di Montevideo e della diocesi di Paraná (oggi arcidiocesi).
Il 5 marzo 1865 è stata elevata al rango di arcidiocesi metropolitana con la bolla Immutabili di papa Pio IX.
Il 16 novembre 1883 ha ceduto porzioni di territorio a vantaggio dell'erezione del vicariato apostolico della Patagonia settentrionale e della prefettura apostolica della Patagonia Meridionale. La maggior parte di questi territori, ossia le province di Río Negro, Chubut, Santa Cruz e Terra del Fuoco, ritornarono all'arcidiocesi di Buenos Aires nel 1909.
Il 15 febbraio 1897 e il 20 aprile 1934 ha ceduto altre porzioni di territorio a vantaggio dell'erezione rispettivamente delle diocesi di La Plata (oggi arcidiocesi) e di Viedma.
Il 29 gennaio 1936, in forza del decreto Cum ecclesiastica provincia della Congregazione Concistoriale, papa Pio XI concesse agli arcivescovi di Buenos Aires il titolo di primate d'Argentina, titolo che papa Francesco il 22 luglio 2024 ha trasferito agli arcivescovi di Santiago del Estero.
Il 5 maggio 1967 in forza della bolla Qui divino consilio di papa Paolo VI la provincia ecclesiastica dell'arcidiocesi di Buenos Aires si è ingrandita, estendendosi alle diocesi di Avellaneda (oggi diocesi di Avellaneda-Lanús) e di Lomas de Zamora, che erano appartenute alla provincia ecclesiastica dell'arcidiocesi di La Plata.
Il 13 marzo 2013 l'arcivescovo di Buenos Aires cardinale Jorge Mario Bergoglio è stato eletto papa con il nome di Francesco.

## Cronotassi dei vescovi
Si omettono i periodi di sede vacante non superiori ai 2 anni o non storicamente accertati.
- Beato Pedro Carranza Salinas, O.Carm. † (6 aprile 1620 - 29 novembre 1632 deceduto)
- Cristóbal de Aresti Martínez de Aguilar, O.S.B. † (3 dicembre 1635 - fine 1638 o fine 1639 deceduto)
  - Sede vacante (1638/1639-1642)
- Cristóbal de la Mancha y Velazco, O.P. † (13 gennaio 1642 - 7 aprile 1673 deceduto)
  - Sede vacante (1673-1676)
- Antonio de Azcona Imberto † (19 ottobre 1676 - 19 febbraio 1700 deceduto)
  - Sede vacante (1700-1713)
- Pedro de Fajardo (o Guajardo), O.SS.T. † (22 maggio 1713 - 16 dicembre 1729 deceduto)
- Juan de Arregui, O.F.M. † (22 novembre 1730 - 19 dicembre 1736 deceduto)
- José de Peralta Barrionuevo y Rocha Benavídez, O.P. † (23 giugno 1738 - 14 giugno 1746 nominato vescovo di La Paz)
  - José Cayetano Pacheco y Cárdenas † (19 settembre 1746 - febbraio o 3 marzo 1747 deceduto) (vescovo eletto)
- Cayetano Marcellano y Agramont † (21 aprile 1749 - 23 maggio 1757 nominato vescovo di Trujillo)
- José Antonio Basurco y Herrera † (23 maggio 1757 - 5 febbraio 1761 deceduto)
- Manuel Antonio de la Torre † (14 giugno 1762 - 20 ottobre 1776 deceduto)
- Sebastián Malvar y Pinto, O.F.M. † (15 dicembre 1777 - 15 dicembre 1783 nominato arcivescovo di Santiago di Compostela)
- Manuel Azamor y Ramírez † (27 giugno 1785 - 2 ottobre 1796 deceduto)
  - Pedro Inocencio Bejarano † (18 dicembre 1797 - 23 febbraio 1801 nominato vescovo di Sigüenza) (vescovo eletto)
- Benito Lué y Riega † (9 agosto 1802 - 22 marzo 1812 deceduto)
  - Sede vacante (1812-1829)
  - Mariano Medrano y Cabrera † (7 ottobre 1829 - 2 luglio 1832 nominato vescovo) (vicario apostolico)[10]
- Mariano Medrano y Cabrera † (2 luglio 1832 - 7 aprile 1851 deceduto)
  - Sede vacante (1851-1854)
- Mariano José de Escalada Bustillo y Zeballos † (23 giugno 1854 - 28 luglio 1870 deceduto)
  - Sede vacante (1870-1873)
- Federico León Aneiros (Aneyros) † (25 luglio 1873 - 3 settembre 1894 deceduto)
- Vladislas Castellano † (12 settembre 1895 - 6 febbraio 1900 deceduto)
- Mariano Antonio Espinosa † (31 agosto 1900 - 8 aprile 1923 deceduto)[11]
  - Sede vacante (1923-1926)
- José María Bottaro y Hers, O.F.M. † (9 settembre 1926 - 20 ottobre 1932 dimesso[12])
- Santiago Luis Copello † (20 ottobre 1932 - 25 marzo 1959 dimesso)
- Fermín Emilio Lafitte † (25 marzo 1959 succeduto - 8 agosto 1959 deceduto)
- Antonio Caggiano † (15 agosto 1959 - 22 aprile 1975 ritirato)
- Juan Carlos Aramburu † (22 aprile 1975 succeduto - 10 luglio 1990 ritirato)
- Antonio Quarracino † (10 luglio 1990 - 28 febbraio 1998 deceduto)
- Jorge Mario Bergoglio, S.I. † (28 febbraio 1998 succeduto - 13 marzo 2013 eletto papa con il nome di Francesco)
- Mario Aurelio Poli (28 marzo 2013 - 26 maggio 2023 ritirato)
- Jorge Ignacio García Cuerva, dal 26 maggio 2023

## Statistiche
L'arcidiocesi nel 2023 su una popolazione di 3.120.612 persone contava 2.850.000 battezzati, corrispondenti al 91,3% del totale.
| anno | popolazione | popolazione | popolazione | presbiteri | presbiteri | presbiteri | presbiteri                | diaconi | religiosi | religiosi | parrocchie |
| anno | battezzati  | totale      | %           | numero     | secolari   | regolari   | battezzati per presbitero | diaconi | uomini    | donne     | parrocchie |
| ---- | ----------- | ----------- | ----------- | ---------- | ---------- | ---------- | ------------------------- | ------- | --------- | --------- | ---------- |
| 1950 | 3.200.000   | 3.600.000   | 88,9        | 886        | 366        | 520        | 3.611                     |         |           | 4.650     | 119        |
| 1959 | 3.301.000   | 3.842.000   | 85,9        | 952        | 413        | 539        | 3.467                     |         | 791       | 3.720     | 135        |
| 1965 | 2.693.000   | 3.226.900   | 83,5        | 973        | 423        | 550        | 2.767                     |         | 900       | 3.800     | 148        |
| 1970 | 2.700.000   | 3.100.000   | 87,1        | 904        | 404        | 500        | 2.986                     |         | 800       | 3.470     | 152        |
| 1976 | 2.700.000   | 3.000.000   | 90,0        | 933        | 383        | 550        | 2.893                     |         | 910       | 2.900     | 158        |
| 1980 | 2.784.000   | 3.190.000   | 87,3        | 806        | 256        | 550        | 3.454                     |         | 1.016     | 2.970     | 162        |
| 1990 | 3.096.000   | 3.336.000   | 92,8        | 877        | 432        | 445        | 3.530                     | 2       | 956       | 2.134     | 175        |
| 1999 | 3.506.000   | 3.826.000   | 91,6        | 915        | 504        | 411        | 3.831                     | 3       | 841       | 2.011     | 181        |
| 2000 | 3.506.000   | 3.826.000   | 91,6        | 848        | 468        | 380        | 4.134                     | 5       | 750       | 1.687     | 182        |
| 2001 | 2.750.000   | 3.043.431   | 90,4        | 851        | 464        | 387        | 3.231                     | 5       | 697       | 1.735     | 182        |
| 2002 | 2.500.000   | 2.729.610   | 91,6        | 837        | 465        | 372        | 2.986                     | 6       | 652       | 1.711     | 182        |
| 2003 | 2.500.000   | 2.729.610   | 91,6        | 877        | 469        | 408        | 2.850                     | 4       | 771       | 1.537     | 182        |
| 2004 | 2.500.000   | 2.729.610   | 91,6        | 884        | 462        | 422        | 2.828                     | 4       | 755       | 1.611     | 182        |
| 2006 | 2.554.000   | 2.789.000   | 91,6        | 886        | 460        | 426        | 2.882                     | 6       | 756       | 1.638     | 183        |
| 2011 | 2.647.000   | 2.891.082   | 91,6        | 834        | 469        | 365        | 3.173                     | 7       | 647       | 1.732     | 186        |
| 2012 | 2.671.000   | 2.917.000   | 91,6        | 791        | 471        | 320        | 3.376                     | 11      | 488       | 1.383     | 186        |
| 2015 | 2.750.000   | 3.003.000   | 91,6        | 766        | 443        | 323        | 3.590                     | 12      | 473       | 1.426     | 186        |
| 2018 | 2.837.175   | 3.099.290   | 91,5        | 822        | 458        | 364        | 3.451                     | 8       | 504       | 1.401     | 186        |
| 2020 | 2.893.860   | 3.162.215   | 91,5        | 762        | 444        | 318        | 3.797                     | 6       | 435       | 1.430     | 186        |
| 2022 | 2.815.000   | 3.075.646   | 91,5        | 548        | 441        | 107        | 5.136                     | 8       | 224       | 1.430     | 186        |
| 2023 | 2.850.000   | 3.120.612   | 91,3        | 535        | 431        | 104        | 5.327                     | 8       | 221       | 1.430     | 186        |